# Villahermosa kommun, Colombia
Villahermosa är en kommun i Colombia.   Den ligger i departementet Tolima, i den centrala delen av landet, 130 km väster om huvudstaden Bogotá. Antalet invånare är 11 196. Arean är 265 kvadratkilometer.
Terrängen i Villahermosa är bergig åt sydväst, men åt nordost är den kuperad.